# Жусип Куланулы
Жу́сип Ку́лану́лы (каз. Жүсіп Құланұлы) — казахский бий и родоначальник. Возглавлял подрод назар рода алимулы племени алшын Младшего жуза. Оказывал значительную поддержку казахским повстанцам в годы восстания 1836–1838 годов под руководством Исатая Тайманова против Российской империи. Жусип Куланулы в отправлял казахским повстанцам помощь в лице около 500 воинов из жителей аула «Ушбокенбай». В некоторых источниках о восстании 1836–1838 годов имеются сведения о его младшем брате Медете и сыне Шымбае.